# Falaise, Calvados
Falaise este o comună franceză, situată în departamentul Calvados, regiunea Normandia de Jos. Potrivit recensământului din 2009, populația comunei era 8,333 locuitori. 

## Istorie
Principalul punct de atracție a localității este Castelul Ducilor de Normandia, locul de naștere al lui William Cuceritorul. Aceasta fortăreață din piatră, este cea mai veche în întreg districtul per ansamblu, cu vedere spre malul râului Ant, 32 km la sud-est de Caen. Cel mai înalt turn a fost finalizat în secolul al XV-lea de către englezi.
În 1944, bombardamentele aliaților au distrus două treimi din orașul vechi. Cel puțin 50.000 de soldați germani au fost înconjurați aici și luați prizonieri în apropiere de Falaise (Punga de la Falaise). După război, vechiul oraș a fost reconstruit.

## Orașe înfrățite
- Bad Neustadt an der Saale, Germania
- Alma, Quebec, Canada
- Henley-on-Thames, Marea Britanie
- Cassino, Italia